# Lilić
Lilić (cyr. Лилић) – wieś w Bośni i Hercegowinie, w Republice Serbskiej, w gminie Srbac. W 2013 roku liczyła 199 mieszkańców.